# ایرباس سی‌سی-۱۵۰ پولاریس
ایرباس سی‌سی-۱۵۰ پولاریس(به انگلیسی: Airbus CC-150 Polaris) هواپیمایی طراحی شده بر اساس ایرباس ای۳۱۰ است که توسط شرکت ایرباس و به عنوان یک هواپیمایی ترابری و سوخت‌رسان برای نیروی هوایی سلطنتی کانادا ساخته شده‌است.